# Flieth-Stegelitz
Flieth-Stegelitz ist eine Gemeinde im Landkreis Uckermark in Brandenburg (Deutschland). Sie wird vom Amt Gerswalde mit Sitz in der gleichnamigen Gemeinde verwaltet.

## Geografie
Die Gemeinde Flieth-Stegelitz im Nordosten Brandenburgs liegt in der eiszeitlich geprägten Hügel- und Seenlandschaft der Region Uckermark. Zum Gemeindegebiet, das vollständig im Biosphärenreservat Schorfheide-Chorin liegt, gehört der Südteil des Oberuckersees, der von der Ucker durchflossen wird. Das hügelige Gebiet erreicht nahe dem Ortsteil Hessenhagen 100 m ü. NHN. Im Süden hat die Gemeinde einen Anteil am Suckower Forst, einem ausgedehnten Waldgebiet, das sich bis an die nördlichen Ausläufer der Schorfheide erstreckt. Die nächstgelegenen Städte sind Prenzlau, Angermünde und Templin.

## Gemeindegliederung
Bewohnte Gemeindeteile
- Afrika (Hessenhagener Mühle)
- Flieth
- Hessenhagen
- Pfingstberg
- Stegelitz
- Suckow
- Voßberg

Wohnplätze
Am Pfingstberger Damm
Bahnwärterhäuser
Försterei Neuland
Schifferhof

## Geschichte
Flieth und Stegelitz gehörten seit 1817 zum Kreis Templin in der preußischen Provinz Brandenburg und ab 1952 zum Kreis Templin im DDR-Bezirk Neubrandenburg. Seit 1993 liegen die Orte im brandenburgischen Landkreis Uckermark.
Die Gemeinde Flieth-Stegelitz entstand am 31. Dezember 2001 aus dem Zusammenschluss der bis dahin selbstständigen Gemeinden Flieth und Stegelitz.

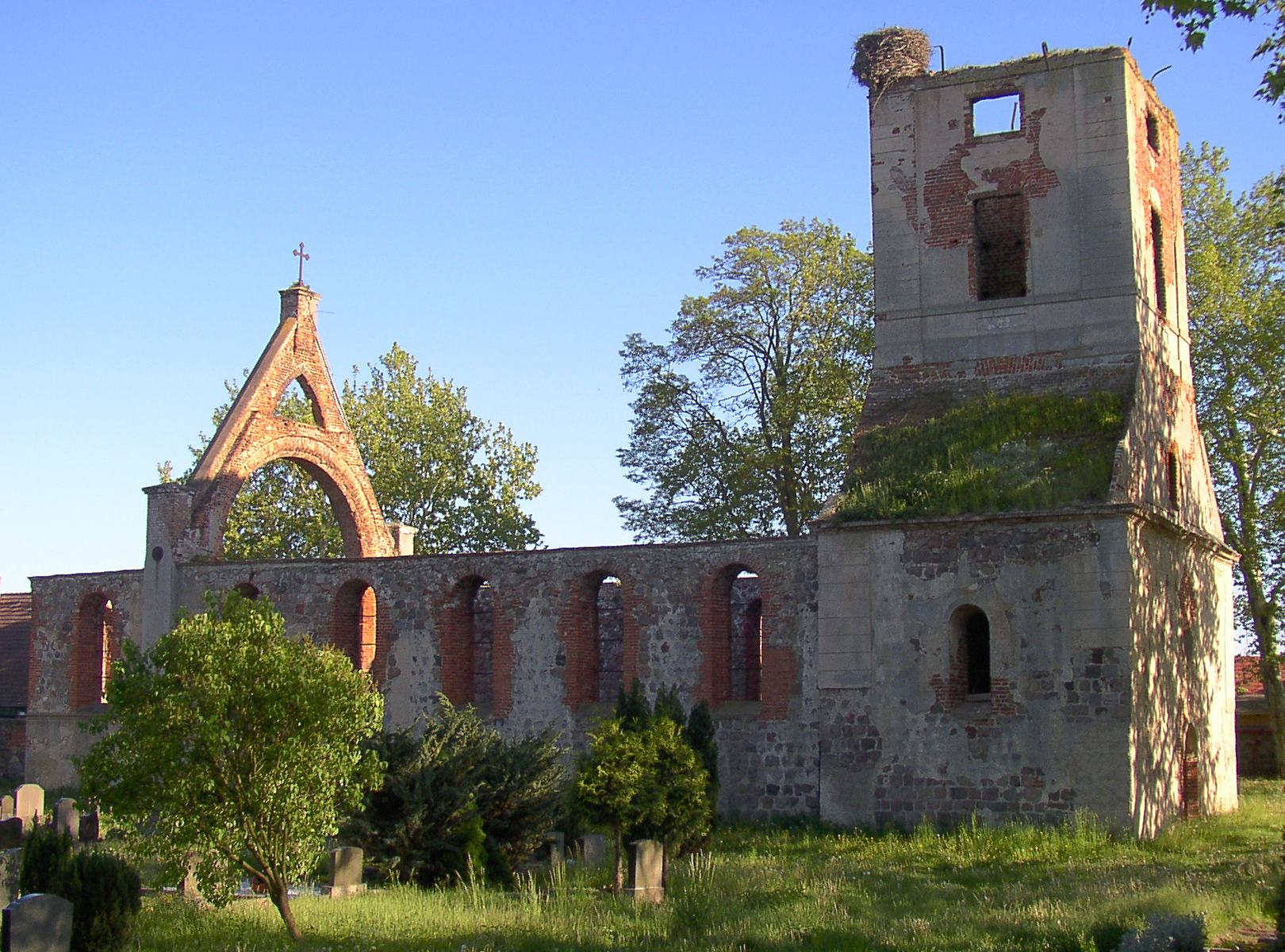
Kirchenruine Flieth

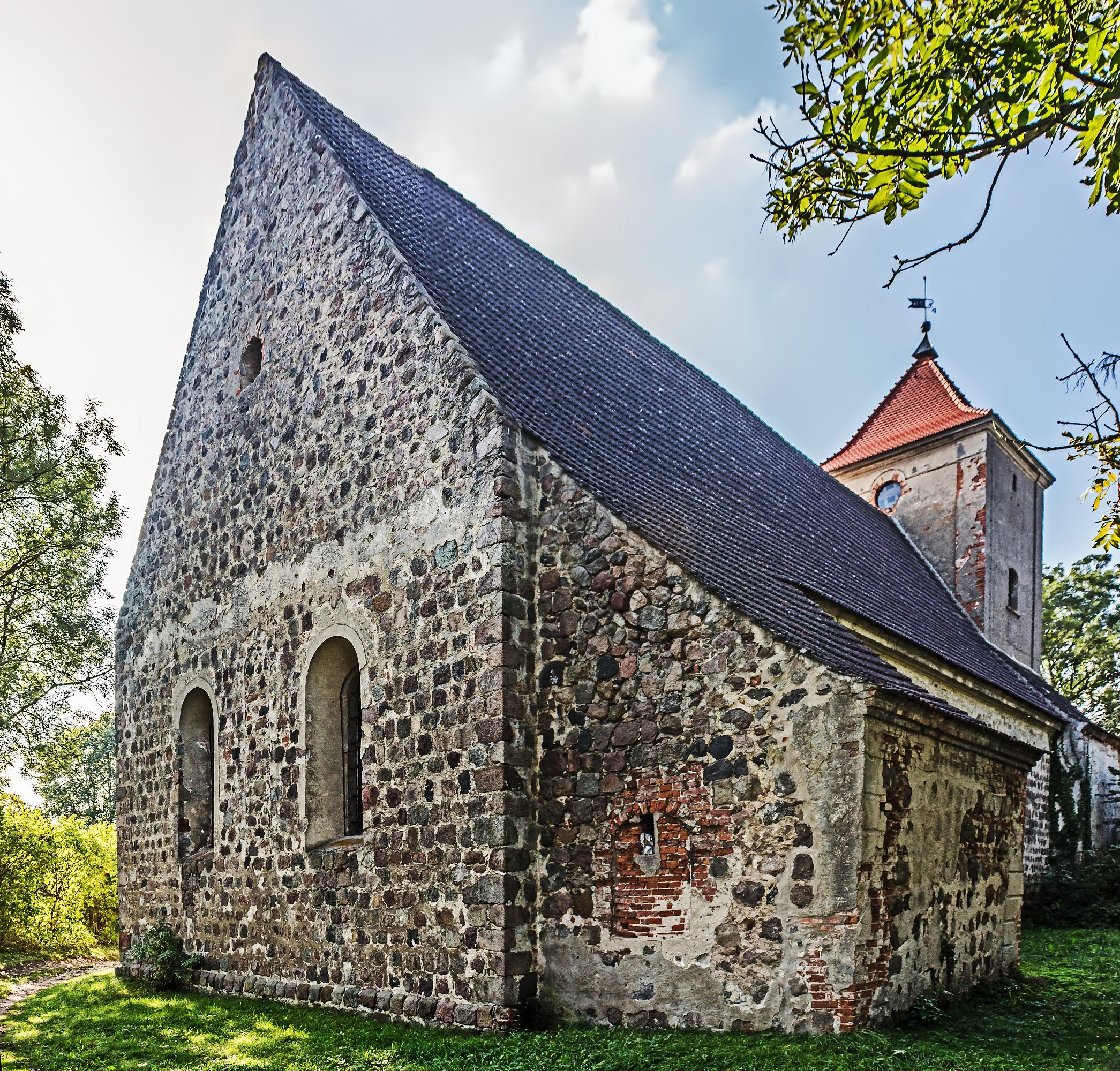
Dorfkirche Stegelitz

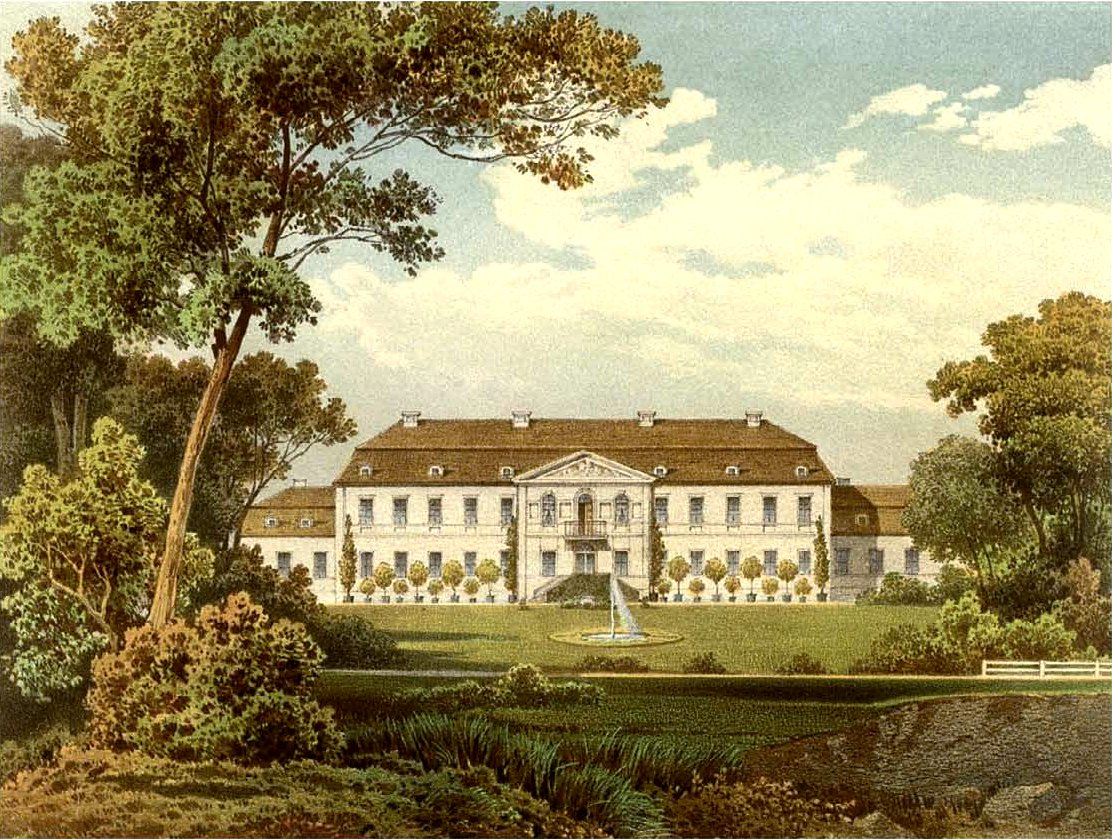
Gut Suckow um 1860, Sammlung Alexander Duncker

### Flieth
1269 taucht der Ort als „Vlete“ in einer Urkunde auf. Aus dieser Zeit stammte die Fliether Kirche, die bei einem Bombenangriff 1945 bis auf die Umfassungsmauern und eine von drei Glocken zerstört wurde.
Das Dorf war bis zur Mitte des 15. Jahrhunderts im Besitz der Familie von Stegelitz, danach herrschten die Arnim bis 1928 über das nun „Fleyth“ genannte Bauerndorf.

### Stegelitz
Wie Flieth im Jahr 1269 erstmals urkundlich erwähnt, geht der Ortsname wahrscheinlich auf den Gründer Heinrich von Stegelitz zurück. Ab dem Ende des 15. Jahrhunderts wechselte die Herrschaft des Dorfes mehrfach. Nach dem Dreißigjährigen Krieg war Stegelitz eine Wüstung und wurde in den folgenden Jahrzehnten allmählich neu besiedelt. Im Jahr 1734 – inzwischen wurden 301 Einwohner gezählt – gehörte das Gutsdorf zum Besitz der Familie von Arnim. Es gab damals neben einer Schäferei, einer Försterei sowie dem Dorfkrug eine Wind- und eine Wassermühle am Mühlengraben, der eigentlichen oberen Ucker. Auch einige Handwerker waren in Stegelitz ansässig (Leineweber, Maurer, Zimmerleute, Schmied, Sattler und Schneider).
Kurz vor Kriegsende 1945 wurde das Gutsgebäude in Brand geschossen, Scheunen, Stall- und Wirtschaftsgebäude wurden, wie auch die Kirche und die Schule, stark beschädigt.
Im Jahr 1991 wurde die 1786 erbaute Schule neben der Kirche geschlossen. Sie wird heute als Gästehaus und Seminarstätte genutzt.
Im 2 km südwestlich von Stegelitz gelegenen Wohnplatz Hessenhagener Mühle siedelten sich 1948 Kriegsflüchtlinge an. Sie gruben sich Erdlöcher aus Mangel an Baumaterial. Die alteingessenen Bewohner der Gegend nannten die Siedlung Afrika. Später wurden dort vier Neubauernhäuser, davon drei Fachwerkhäuser gebaut, die auch heute noch stehen.

### Weitere Gemeindeteile

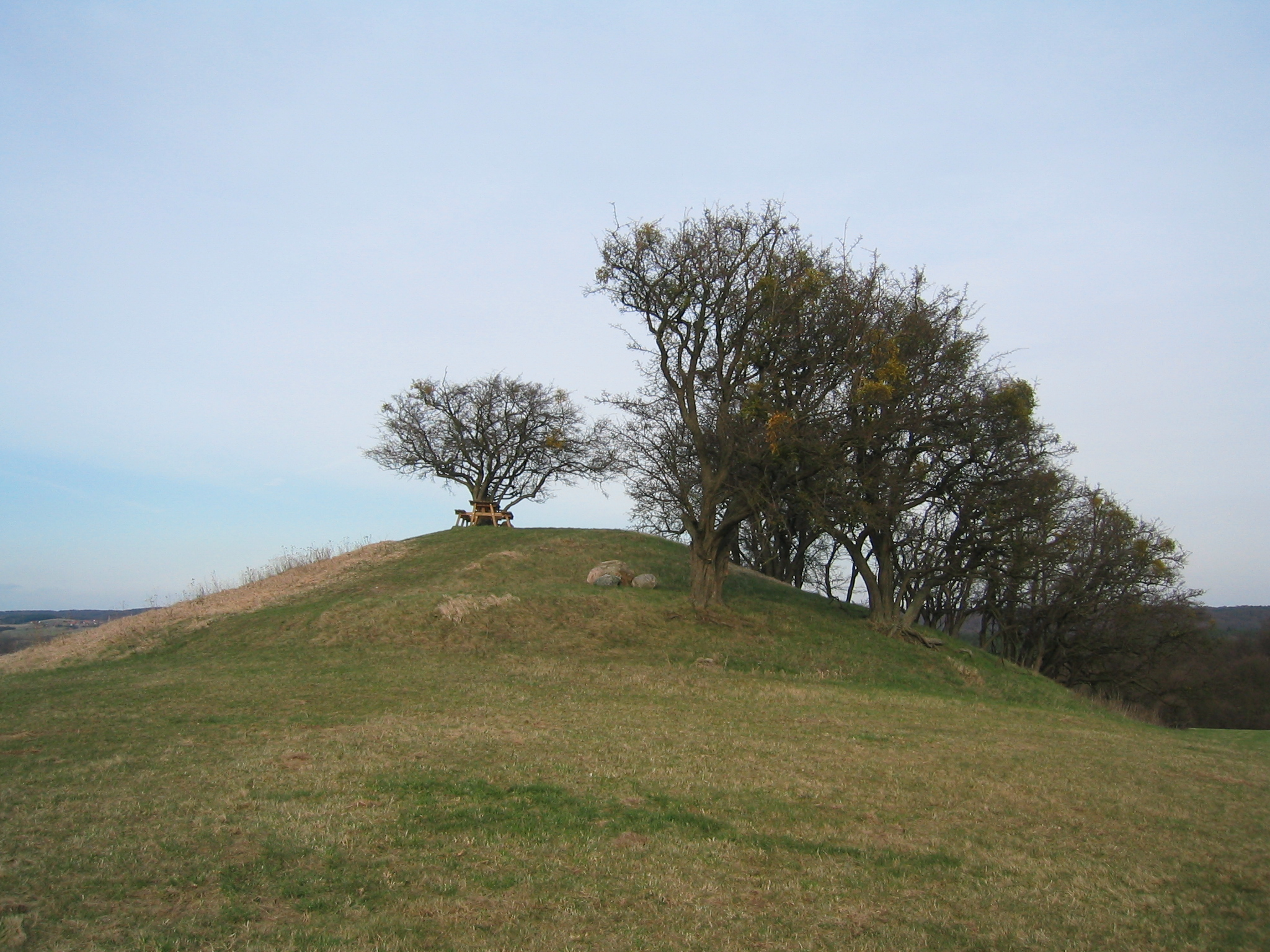
Pechberg bei Voßberg

- Suckow – 1206 erstmals als „Sukowe“ erwähnt, war von 1577 bis 1945[4] ein Rittergut der Familie von Arnim. Das 1734 vom Feldmarschall Georg Abraham von Arnim errichtete barocke Suckower Schloss wurde 1945 ein Opfer der Flammen. Es hatte zwei Kavalierhäuser, von denen eines, die ehemalige Orangerie mit einer kostbaren Bibliothek, bereits im 19. Jahrhundert abgebrannt war. Das Schloss verfügte über einen weiß mit Gold getäfelten Rokokosaal, einen Ahnensaal mit Stuckkaminen, zahlreiche alte Möbel und Gemälde.[5] Der letzte Gutsbesitzer, Georg von Arnim-Suckow (1870–1945), hatte mehrere Ehrenämter inne, war unter anderem Kammerherr, Hauptritterschaftsdirektor[6] und Rechtsritter des Johanniterordens sowie jahrelang Vorsitzender des Familienverbandes derer von Arnim, dem größten brandenburgischen Adelsgeschlecht.
- Voßberg – als Vorwerk angelegt und 1822 erstmals in einer Urkunde erwähnt. 1867 wohnten dort zehn Familien.[7]
- Pfingstberg – ein zu Anfang des 18. Jahrhunderts von Westfalen besiedeltes Vorwerk von Stegelitz. Heute ist Pfingstberg durch den gleichnamigen Autobahnanschluss (A 11) der überregional bekannteste Ort in der Gemeinde.
- Hessenhagen – 1269 urkundlich erwähntes ehemaliges Dorf an der pommersch-brandenburgischen Grenze. Zwischen Ende des 15. Jahrhunderts und 18. Jahrhundert lag das Dorf wüst. Nach dem 1879 erstmals veröffentlichten Generaladressbuch der Rittergutsbesitzer und Gutsbesitzer der Provinz Brandenburg bestand in Hessenhagen eine Ziegelei. Zum kleinen Gut gehörten 317 ha, davon 23 ha Wasser. Pächter des Ganzen war Oberamtmann Schmidt.[8]

## Bevölkerungsentwicklung
| 1875 | 447 | 0791 | 2001 | 748 |
| 1910 | 434 | 0903 | 2005 | 699 |
| 1939 | 406 | 0571 | 2010 | 631 |
| 1946 | 570 | 1022 | 2015 | 546 |
| 1950 | 581 | 1032 | 2020 | 516 |
| 1971 | 517 | 0536 | 2021 | 513 |
| 1985 | 418 | 0365 | 2022 | 508 |
| 1990 | 387 | 0447 | 2023 | 501 |
| 1995 | 344 | 0430 | 2024 | 488 |
| 2000 | 339 | 0428 |      |     |

Gebietsstand des jeweiligen Jahres, Einwohnerzahl: Stand 31. Dezember (ab 1991) ab 2011 auf Basis des Zensus 2011, ab 2022 auf Basis des Zensus 2022

## Politik

### Gemeindevertretung
Die Gemeindevertretung von Flieth-Stegelitz besteht aus acht Gemeindevertretern und der ehrenamtlichen Bürgermeisterin. Die Kommunalwahl am 26. Mai 2019 führte zu folgendem Ergebnis:
| Partei / Wählergruppe               | Stimmenanteil | Sitze |
| ----------------------------------- | ------------- | ----- |
| Wählergemeinschaft Flieth-Stegelitz | 48,9 %        | 4     |
| Einzelbewerber Stefan Vollrath      | 09,8 %        | 1     |
| Einzelbewerber Matthias Böge        | 07,9 %        | 1     |
| Einzelbewerber Ronny Krüger         | 07,6 %        | 1     |
| Einzelbewerberin Maren Huth         | 07,1 %        | 1     |
| Einzelbewerber Michael Weber        | 06,3 %        | –     |
| Einzelbewerberin Jana Spann         | 05,6 %        | –     |
| Einzelbewerberin Simone Selent      | 03,6 %        | –     |
| Einzelbewerber Helmut Piesker       | 03,2 %        | –     |

### Bürgermeister
- 2003–2014: Heinz Böttcher[13]
- 2014–2019: Kai Herrmann (SPD)[14]
- 2019–2024: Mariechen Piesker[15]
- seit 2024: Matthias Böge (parteilos)

Böge wurde in der Bürgermeisterwahl am 9. Juni 2024 gegen Piesker  mit 52,1 % der gültigen Stimmen für eine Amtszeit von fünf Jahren gewählt.

## Sehenswürdigkeiten
- Dorfkirche Stegelitz, Feldsteinbau aus der zweiten Hälfte des 13. Jahrhunderts
- Wallpfad, Wander- und Radweg durch die Uckermark, führt durch Flieth-Stegelitz

## Verkehr
Flieth-Stegelitz liegt an der Landesstraße 24 zwischen Gerswalde und Greiffenberg (Ortsteil von Angermünde) sowie der Landesstraße 241 nach Temmen. Mit der Anschlussstelle Pfingstberg der Bundesautobahn 11 (Berlin-Stettin) ist Flieth-Stegelitz an das überregionale Straßennetz angeschlossen.
Der nächstgelegene Bahnhof befindet sich im Nachbarort Wilmersdorf, einem Ortsteil der Stadt Angermünde, an der Bahnstrecke Berlin–Angermünde–Stralsund. Er wird von der Regional-Express-Linie RE3 Stralsund–Berlin–Elsterwerda-Biehla bedient.

## Söhne und Töchter der Gemeinde
- Gustav Heinrich Wagner (1820–1878), Altphilologe, Gymnasialprofessor in Ratibor und Königsberg